# 阿斯特
阿斯特（法語：Aast，法語發音：[as(t)]）是法国大西洋比利牛斯省的一个市镇，位于该省东部，属于波城区。

## 地理
阿斯特（43°17'20.9"N, 0°5'19.7"W）面积4.75 平方千米，位于法国新阿基坦大区大西洋比利牛斯省，该省份为法国东南部省份，涵盖了贝阿恩与北巴斯克，西临大西洋比斯開灣，北至朗德省，东北接热尔省，东临上比利牛斯省，南与西班牙接壤。
与阿斯特接壤的市镇（或旧市镇、城区）包括：加代尔、热尔、蓬松代叙、索博勒、塞龙。

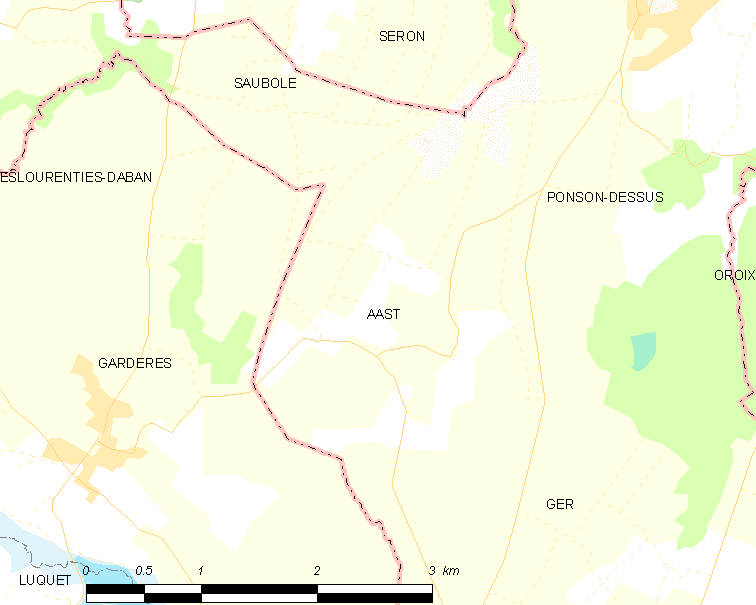
阿斯特的OSM定位图

阿斯特的时区为UTC+01:00、UTC+02:00（夏令时）。

## 行政
阿斯特的邮政编码为64460，INSEE市镇编码为64001。

## 政治
阿斯特所属的省级选区为乌斯河与拉关河河谷县。

## 人口

1962-2008年间阿斯特人口变化图示

阿斯特于2022年1月1日时的人口数量为196人。